# Poiana cu Cetate
Poiana cu Cetate (wymowaⓘ) – wieś w Rumunii, w okręgu Jassy, w gminie Grajduri. W 2011 roku liczyła 341 mieszkańców.